# 1933 في أستراليا
فيما يلي قوائم الأحداث التي وقعت خلال عام 1933 في أستراليا.

## سياسة

### انتهاء فترة المنصب
- 7 أبريل – بيل ديني عضو مجلس النواب جنوب أستراليا من الجمعية،Attorney-General of South Australia [الإنجليزية]‏، Minister of Railways ‏.
- 6 أكتوبر – ستانلي بروس عضو مجلس النواب الأسترالي.[1]

## رياضة
- 1 يناير – البطولات الأسترالية 1933

## مواليد

### يناير
- 28 يناير – بيتر جونز سياسي أسترالي.

### فبراير
- 2 فبراير – دافني سني لاعبة كرة مضرب أسترالية.

### سبتمبر
- 7 سبتمبر – باميلا آن دافي ممثلة أسترالية.

### أكتوبر
- 3 أكتوبر – نيل فريزر لاعب كرة مضرب أسترالي.
- 29 أكتوبر – جون اندروز مهندس معماري أسترالي.

### يناير
- 9 يناير – دافني أخورست (مواليد 1903) لاعبة كرة مضرب أسترالية.

### ديسمبر
- 26 ديسمبر – إيرين فرانسيس تايلور (مواليد 1890) صحفية أسترالية.